# Per Åhlin
Per Åhlin (ur. 7 sierpnia 1931 w Hofors, zm. 1 maja 2023) – szwedzki rysownik, reżyser filmów animowanych. Znany ze współpracy z duetem komediowym Hasse & Tage oraz z własnych projektów, takich jak film fabularny The Journey to Melonia.

## Kariera
Åhlin rozpoczął swoją karierę jako artysta w produkcji Hasse & Tage Svenska bilder w 1964 roku. Następnie pracował przy kilku innych filmach Hasse & Tage, w tym w dużej mierze animowanym Out of an Old Man's Head z 1968 roku i The Adventures of Picasso z 1968 roku, gdzie dostarczał i animował obrazy Picassa. W 1970 roku założył własne studio animacji PennFilm Studio AB w Hököpinge i od 2009 roku wyreżyserował osiem filmów pełnometrażowych i kilka krótkometrażowych, w tym Sagan om Karl-Bertil Jonssons julafton, który jest pokazywany w telewizji w każdą Wigilię Bożego Narodzenia w Szwecji, Norwegii i Finlandii.
W 1975 roku na 11. ceremonii rozdania nagród Guldbagge Åhlin zdobył nagrodę za specjalne osiągnięcie za film Dunderklumpen!. W 1990 roku na 25. ceremonii nagród Guldbagge zdobył nagrodę "Twórcze osiągnięcie" roku.
Chociaż ostatecznie najbardziej znany ze swojej pracy nad filmami dla dzieci, Åhlin zawsze bardziej interesował się filmami dla widzów dorosłych. Skomentował trudności związane z tworzeniem filmów animowanych o tematyce dla dorosłych: „Nie wiem, czy problem leży w widowni, czy w marketingu. Ale pomyśl tak: jeśli rysujesz jak Picasso, Doré czy Sergel, to są to obrazy które nie mają związku z filmem. Gdyby wtedy były animowane i nagle zaczęły się poruszać – czy stałyby się wtedy filmem dla dzieci? Nie mogę tego zrozumieć!”
Per Åhlin zmarł 1 maja 2023 roku w wieku 91 lat.

## Filmografia
- 1968: Out of an Old Man's Head
- 1974: Dunderklumpen!
- 1975: Sagan om Karl-Bertil Jonssons julafton
- 1979: Alfons Åberg
- 1979: God natt, Alfons Åberg
- 1989: Resan till Melonia
- 2000: Hundhotellet
- 2006: Lilla spöket laban
- 2012: Little Anna and the Tall Uncle